# 박가원
박가원(朴佳元, 1985년 8월 15일 ~ )은 대한민국의 배우이다.

## 학력
- 예원학교
- 서울예술고등학교
- 한국예술종합학교 무용원 발레 학사(04학번)

## 출연 작품

### 드라마
- 2012년 tvN 월화드라마 《결혼의 꼼수》 - 이하나 역

### 영화
- 2013년 《관상》 - 수박씨 기생 역

## 방송
- SBS 《한밤의 TV연예》
- GTV 《더 럭셔리》
- K-STAR 《생방송 스타뉴스》
- JTBC 《차이나는 도올》
- JTBC 《미스코리아 비밀의 화원》
- SBS 《오! 마이 베이비》

## 경력
- 2007년 미스코리아 서울 선(善)
- 2007년 미스코리아 선(善)
- 2008년 소통의 시간 홍보대사
- 2008년 한국장애인부모회 홍보대사